# Strada Statale 63 del Valico del Cerreto
Die Strada Statale 63 (SS63) ist eine italienische Staatsstraße, die 1928 zwischen Aulla und Gualtieri festgelegt wurde. Sie geht zurück auf die 1923 festgelegte Strada nazionale 52. Wegen ihrer Führung über den Passo del Cerreto erhielt die SS63 den namentlichen Titel "del Valico del Cerreto". Ihre Länge betrug 137 Kilometer. 2001 wurde sie zwischen Reggio Emilia und Gualtieri zur Provinzialstraße herabgestuft. Ihre beiden Enden schließen an die SS62 an und sie ist dadurch eine Alternativroute für diese. Die frühere Ortsdurchfahrt von Collagna wird durch eine Umgehungsstraße mit Tunnel umgangen. Auf dem Gemeindegebiet von Carpineti verläuft die SS63 durch einen längeren Tunnel, welcher die Anwohner vom Straßenverkehr entlastet. Nördlich an diesen schließt die Westumgehung von Casina an, welche fünf Tunnel hat.